# Тапа (волость, 2005)
Та́па (ест. Tapa vald) — волость в Естонії, одиниця самоврядування в повіті Ляене-Вірумаа з 21 жовтня 2005 до 21 жовтня 2017 року.

## Географічні дані
Площа волості — 264,08 км2, чисельність населення на 1 січня 2017 року становила 7443 особи.
Населення за роками

## Населені пункти
Адміністративний центр — місто без статусу самоврядування Тапа.
На території волості також розташовувалися: селище Легтсе (Lehtse alevik) та 25 сіл (küla):
Вагакулму (Vahakulmu), Імасту (Imastu), Йоотме (Jootme), Каркузе (Karkuse), Кирвекюла (Kõrveküla), Куру (Kuru), Ліннапе (Linnape), Локсу (Loksu), Локута (Lokuta), Ляпі (Läpi), Лясте (Läste), Мое (Moe), Ниммкюла (Nõmmküla), Няо (Näo), Патіка (Patika), Пійлу (Piilu), Прууна (Pruuna), Рабасааре (Rabasaare), Раудла (Raudla), Ряґавере (Rägavere), Рясна (Räsna), Сайакоплі (Saiakopli), Саксі (Saksi), Тииракирве (Tõõrakõrve), Янеда (Jäneda).

## Історія
16 червня 2005 року Уряд Естонії постановою № 139 затвердив утворення нової адміністративної одиниці шляхом об'єднання територій волості Легтсе повіту Ярвамаа та двох самоврядувань зі складу повіту Ляене-Вірумаа: міста Тапа та волості Саксі (виключаючи села Кіку, Парійзі й Салда). Назва нового самоврядування визначена як волость Тапа. Зміни в адміністративно-територіальному устрої, відповідно до постанови, набрали чинності 21 жовтня 2005 року після оголошення результатів виборів до Тапаської волосної ради.
21 липня 2016 року на підставі Закону про адміністративний поділ території Естонії Уряд Республіки прийняв постанову № 82 про утворення нової адміністративної одиниці — волості Тапа — шляхом злиття сільських самоврядувань Тамсалу й Тапа. Зміни в адміністративно-територіальному устрої, відповідно до постанови, мали набрати чинності з дня оголошення результатів виборів до ради нового самоврядування. 15 жовтня 2017 року в Естонії відбулися вибори в місцеві органи влади. Утворення нової волості Тапа набуло чинності 21 жовтня 2017 року.

## Керівництво волості
Старійшини волості
- 2005–2009: Куно Рооба (Kuno Rooba)
- 2009–2017: Аларі Кірт (Alari Kirt)

Голови волосної ради
- 2005–2009: Александер Сіле (Aleksander Sile)
- 2009–2016: Урмас Роозімяґі (Urmas Roosimägi)
- 2016–2017: Рейґо Тамм (Reigo Tamm)